# Senopati Nusantara (schip, 1969)
De Senopati Nusantara was een Indonesische veerboot die zonk in een storm op 30 december 2006. Het schip is waarschijnlijk gezonken als gevolg van slecht weer op 40 kilometer afstand van Madalika, een klein eilandje dat iets ten noorden van Semarang in zee ligt.
Het schip werd gebouwd in Japan in 1969 met de naam Naruto Maru, werd in 1996 hernoemd Kurushima I en in 2004 Citra Mandala Satria. Het had een capaciteit van 1250 passagiers, verdeeld in vip en economy class. Het had nogal wat faciliteiten, zoals entertainment, restaurants, en een complete kliniek met een arts. Het voer tussen Kumai in Midden-Kalimantan en Semarang op Java.
Het schip vertrok vanaf Kumai op 28 december 2006 om 20:00 uur naar Semarang, Midden-Java. Volgens plan moest het schip de volgende dag aankomen in de haven van Tanjung Mas om 21:00 uur. Het laatste contact met het schip was van 23:15 uur op 29 december 2006. Maar het schip werd die nacht rond 03:00 vermist en naar achteraf blijkt is het gezonken in het slechte weer. Er zouden 628 passagiers aan boord zijn geweest, waarvan 57 bemanningsleden. Er waren verder zeven grote vrachtwagens op het schip en een aantal kleinere voertuigen. Er waren waarschijnlijk 131 overlevenden, van wie er later nog drie zijn gestorven. Zij hebben zich kunnen redden op vlotten of in kleine bootjes. Op 8 januari 2007 werden opnieuw 15 overlevenden op een vlot gevonden door een vrachtschip (van wie er een nog op het vrachtschip overleed). Deze overlevenden hadden in totaal 600 kilometer afgelegd in negen dagen.